# Episodi di South Park (diciassettesima stagione)
La diciassettesima stagione della serie animata South Park, composta da 10 episodi, è stata trasmessa negli Stati Uniti su Comedy Central dal 25 settembre all'11 dicembre 2013.
L'edizione italiana è stata trasmessa dal 1º al 29 maggio 2014 su Comedy Central.
Tutti gli episodi sono stati scritti e diretti da Trey Parker.
| nº | Titolo originale                | Titolo italiano                     | Prima TV USA      | Prima TV Italia |
| -- | ------------------------------- | ----------------------------------- | ----------------- | --------------- |
| 1  | Let Go, Let Gov                 | Lasciati andare, lasciati governare | 25 settembre 2013 | 1º maggio 2014  |
| 2  | Informative Murder Porn         | Porno-Omicidi                       | 2 ottobre 2013    | 1º maggio 2014  |
| 3  | World War Zimmerman             | Guerra mondiale Zimmerman           | 9 ottobre 2013    | 8 maggio 2014   |
| 4  | Goth Kids 3: Dawn of the Posers | L'alba dei poser                    | 23 ottobre 2013   | 8 maggio 2014   |
| 5  | Taming Strange                  | Tutto sulla pubertà                 | 30 ottobre 2013   | 15 maggio 2014  |
| 6  | Ginger Cow                      | La mucca rossa                      | 6 novembre 2013   | 15 maggio 2014  |
| 7  | Black Friday                    | Il venerdì nero                     | 13 novembre 2013  | 22 maggio 2014  |
| 8  | A Song of Ass and Fire          | Le cronache del salsicciotto        | 20 novembre 2013  | 22 maggio 2014  |
| 9  | Titties and Dragons             | La principessa dei draghi           | 4 dicembre 2013   | 29 maggio 2014  |
| 10 | The Hobbit                      | Lo hobbit                           | 11 dicembre 2013  | 29 maggio 2014  |

## Lasciati andare, lasciati governare
- Titolo originale: Let Go, Let Gov

### Trama
Cartman avanza teorie complottiste verso il governo degli Stati Uniti D'America, sostenendo che essi spiino i propri cittadini tramite i Social Network. Decide dunque, sotto false spoglie, di entrare nella NSA (National Security Agency) in modo tale da scoprire i loro segreti e diffonderli in tutto il mondo. Intanto Butters, scosso dal discorso di Cartman, crea un culto propenso all'adorazione verso il governo, "poiché loro vedono tutto", e usa la motorizzazione come luogo per gli incontri fra i fedeli e i dipendenti di essa come espiatori di colpe. Nel frattempo Cartman trova conferma alle sue ipotesi, infatti il governo sta veramente spiando i suoi cittadini, e, grazie a Babbo Natale imprigionato all'interno di un laboratorio, riescono a scoprire chi è buono e chi è cattivo. Tuttavia, pur riuscendo a diffondere la verità tramite Shitter, Social Network che permette di inserire direttamente i propri pensieri in rete, accade esattamente ciò che l'NSA aveva predetto: Cartman è grasso e insignificante, quindi a nessuno importa quello che ha scoperto. Decide dunque, grazie a Butters, di entrare nella setta degli adoratori del governo, la quale terminerà con l'incarcerazione dei dipendenti della motorizzazione per molestie su minori.
- Guest star: Bill Hader (Alec Baldwin)

## Porno-Omicidi
- Titolo originale: Informative Murder Porn

### Trama
A South Park e in tutta America impazza la moda dei porno-omicidi: Doc-reality di bassa fattura che raccontano storie di omicidi coniugali conditi da intriganti retroscena a sfondo sessuale. Quando il padre di Aaron Hagen, un bambino di prima elementare, uccide la moglie e in casa vengono ritrovate ore di porno-omicidi registrati, tra i bambini di South Park nasce la psicosi collettiva che possa accadere nuovamente e quindi decidono di impedire ai genitori di guardare tali programmi tramite una specifica applicazione. Quella sera, quando Randy e Sharon si preparano a guardare i loro porno-omicidi, si ritrovano i canali bloccati con una password a loro molto strana: "come si doma un cavallo a Minecraft?".
Ovviamente i genitori, di fronte alla resistenza dei figli e all'incapacità di giocare a Minecraft, gioco per loro troppo difficile, chiedono aiuto alle compagnie del servizio via cavo, ma questi si rifiutano di aiutarli, compiacendosi di come i clienti non possano fare a meno di loro, pur non potendo nemmeno farci affidamento. Fortunatamente, Randy e altri genitori scoprono che un bambino di nome Corey Lanskin insegna di nascosto a giocare a Minecraft, ovviamente sotto lauto compenso, e quindi riescono a ottenere la password.
La situazione tuttavia si aggrava quando i genitori, oltre a godere della ritrovata passione continuano a giocare, rovinando il divertimento dei figli che, anche loro, si ritrovano a dover chiedere aiuto alle compagnie del servizio via cavo. Come con i genitori, gli impiegati non sono per nulla disposti a scomodarsi per aiutare i bambini, ma alla fine accettano quando scoprono che facendolo otterrebbero il loro obiettivo: mandare quante più persone possibili in depressione. I porno-omicidi vengono quindi concessi solo a condizioni contrattuali impossibili, togliendo nuovamente agli adulti la loro fonte di divertimento. Senza più sessualità, il matrimonio tra Randy e Sharon sembra a rischio, ma alla fine i due riescono a ritrovare l'attrazione reciproca giocando insieme a Minecraft, dove soddisfano le rispettive perversioni omicide.
Nell'episodio Randy cita di continuo Jaden Smith come figlio modello da preferire a Stan.

## Guerra mondiale Zimmerman
- Titolo originale: World War Zimmerman

### Trama
Cartman teme per il futuro suo e dell'umanità dopo aver appreso che George Zimmerman è stato dichiarato non colpevole per l'omicidio di Trayvon Martin.

## L'alba dei poser
- Titolo originale: Goth Kids 3: Dawn of the Posers

### Trama
Quando Henrietta, una dei ragazzi goth, viene mandata in un campo, ritorna profondamente cambiata come una ragazzina emo. Il resto dei ragazzi goth cerca aiuto dai ragazzi vampiri.

## Tutto sulla pubertà
- Titolo originale: Taming Strange

### Trama
Quando Ike sperimenta la pubertà precoce, sviluppa una personalità antisociale. Il Ministro della Sanità canadese ha problemi matrimoniali, mentre il signor Mackey ha installato nella scuola un nuovo sistema tecnologico integrato nel computer, pieno di errori tecnici.
- Guest star: Bill Hader (Plex)

## La mucca rossa
- Titolo originale: Ginger Cow

### Trama
Cartman dice di aver visto una mucca dal pelo rosso e, apparentemente, tutti sembreranno dargli retta (fatta eccezione per Kyle). Tempo dopo, nella cittadina del Colorado arriverà un gruppo di tre ebrei che rivelerà che la mucca rossa non è altro che un importantissimo avvenimento della religione ebraica, cristiana e musulmana e che questa segni "la fine dei tempi" anche se, a lungo termine, porterà alla fine di tutte le guerre nel mondo e ad una pace tra musulmani, cristiani ed ebrei. In effetti a Gerusalemme le tre grandi religioni si riuniscono: i loro tre simboli formano insieme il logo dei Van Halen, che infatti danno l'avvio ad un concerto.
Al solito, Cartman deciderà di rivelare tutto riguardo al suo imbroglio semplicemente per minare la pace a meno che Kyle non faccia tutto ciò che vorrà; Kyle, con le spalle al muro, si troverà costretto a dire di adorare l'odore dei peti di Cartman davanti a tutta la scuola e simili imbarazzanti azioni.
Quando Stan e Kenny, dopo averci riflettuto a lungo come se fosse difficile capirlo, traggono la conclusione che Kyle in realtà non è altro che una vittima di Cartman e decidono di rivelare a tutti la verità, ma Kyle li ferma convincendo loro che la pace in Medio Oriente è un bene troppo prezioso; così, i ragazzi affermano che la mucca rossa è scesa miracolosamente dal cielo in fascio di luce come un dono di Dio, ma questo non farà altro che porre improvvisamente fine alla pace interreligiosa: secondo la profezia, infatti, un ragazzino grasso con il pene piccolo avrebbe colorato una mucca di rosso e non che sarebbe stato un miracolo. Kyle, pur di non far ricominciare la guerra in Medio Oriente, supplica Cartman di dire la verità, ma questi afferma che la profezia non si è avverata in quanto sostiene di avere un pene enorme. Così ricominciano le ostilità tra ebrei e musulmani e tutti i peti subiti da Kyle non sono serviti a nulla.

## Il venerdì nero
- Titolo originale: Black Friday

### Trama
In previsione dei saldi del Black Friday, Randy accetta un lavoro temporaneo come guardia di sicurezza in un centro commerciale. I ragazzi si dividono su quale sistema di gioco acquistare e Stan e Kyle si ritrovano su fronti opposti.

## Le cronache del salsicciotto
- Titolo originale: A Song of Ass and Fire

### Trama
Orde di acquirenti si radunano fuori dal centro commerciale in attesa dei saldi del Black Friday. I ragazzi si preparano per un'epica battaglia per affermare la superiorità della piattaforma di videogiochi preferita di una fazione rispetto all'altra.

## La principessa dei draghi
- Titolo originale: Titties and Dragons

### Trama
In seguito alla trasformazione di Kenny in una "principessa giapponese", riceverà l'ordine dal presidente della Sony di allontanare le navi della Microsoft intente a rifornire la fazione di Cartman, e ci riuscirà mostrando loro tutta la sua dolcezza. Intanto, Kyle proporrà a Cartman di fingere un'alleanza con la fazione della Playstation 4 e, convinto, Cartman convocherà Stan nel giardino dove spesso si ritrova, dove l'anziano proprietario rivelerà il tradimento messo in atto dalla fazione della Xbox. A questo punto Cartman decide di incastrare Stan incolpandolo di aver defecato nel suddetto giardino destinandolo così ad una punizione. Nel frattempo, Butters e Scott Malkinson, insieme a George R.R. Martin, ritornano a South Park mentre Kenny riceverà una lettera da parte di Cartman con l'ordine di tornare nella cittadina usando come pretesto la festa in onore della presunta unione tra le fazioni di Xbox One e Playstation.
Kyle andrà invece a casa del suo amico oramai in punizione, e scoprirà che lui non sapesse del lavoro del padre al centro Commerciale; Kyle, così, tornerà sul luogo della festa e interromperà tutti rivelando un vero e proprio triplo bluff ma, questa volta, ai danni di Cartman e della sua fazione. Stan scapperà dalla sua camera e farà capire ai suoi compagni di non essere altro che delle pedine di Sony e Microsoft usate per puri scopi commerciali e arriveranno così Bill Gates e il presidente della Sony, che daranno il via ad una violenta lotta corpo a corpo; uscirà vittorioso Bill Gates ed esorterà i ragazzi a comprare delle Xbox, essendo ormai chiara la sua vittoria. Il centro commerciale è allagato di sangue e molte persone giacciono morte sul pavimento in seguito al Black Friday mentre i ragazzi attraverseranno quella devastazione con una quasi totale indifferenza. Alla fine però, si stancheranno di giocare con la loro Xbox e, andando sul retro della casa di Cartman troveranno il pretesto per iniziare un nuovo gioco: un comune ramo d'albero che sarà poi il motivo della guerra e delle vicende narrate nel videogioco ufficiale South Park: Il bastone della verità, il quale verrà annunciato proprio a fine episodio.

## Lo hobbit
- Titolo originale: The Hobbit

### Trama
La critica di Wendy a Kim Kardashian come "hobbit" la porta a parlare pubblicamente. Ciò porta anche a una crociata di Kanye West che cerca di convincere il mondo che Kardashian non è uno hobbit.